# Чіп Петерсон
Чіп Петерсон (англ. Chip Peterson, 3 грудня 1987) — американський плавець.
Чемпіон світу з водних видів спорту 2005 року.
Переможець Пантихоокеанського чемпіонату з плавання 2006, 2010 років.
Переможець Панамериканських ігор 2007, 2015 років.